# 沃尔奇亚-亚历山德罗夫卡农村居民点
沃尔奇亚-亚历山德罗夫卡农村居民点（俄语：Волчье-Александровское сельское поселение）是俄罗斯联邦别尔哥罗德州沃洛科诺夫卡区所属的一个农村居民点。其下辖有7个居民点，行政中心为沃尔奇亚-亚历山德罗夫卡。据2016年统计，该农村居民点的人口为1065人。